# Eurowings Europe
Eurowings Europe là hai hãng hàng không giá rẻ được đăng ký tại Áo và Malta. Đây là công ty con của Lufthansa và là công ty chị em của Eurowings Đức.

## Lịch sử
Vào tháng 1 năm 2016, ch-aviation thông báo rằng Eurowings Europe dự kiến sẽ bắt đầu hoạt động vào giữa năm này, khai thác các tuyến xuyên lục địa từ một cơ sở ban đầu tại Vienna. Khoảng một tuần sau khi nhận được chứng chỉ khai thác máy bay từ cơ quan hàng không dân dụng Áo, Eurowings Europe rời Vienna đến Alicante vào ngày 23 tháng 6 năm 2016, chuyến bay đầu tiên của hãng.  Eurowings Europe đã sử dụng hệ thống nhận dạng thương hiệu của hãng hàng không Eurowings Đức.
Vào tháng 9 năm 2019, Tập đoàn Lufthansa đã thông báo rằng Austrian Airlines sẽ thuê bốn chiếc Airbus A320-200 có trụ sở tại Vienna từ Eurowings Europe bắt đầu từ tháng 1 năm 2020. Hãng cũng sẽ tiếp quản một số chuyến bay của Austrian Airlines từ Sân bay Salzburg và Sân bay Innsbruck. Hợp đồng cho thuê bốn chiếc máy bay của Austria Airlines tại Vienna đã bị rút lại vào tháng 4 năm 2020 do đại dịch COVID-19.
Vào tháng 10 năm 2019, Eurowings Europe đã tiếp quản trụ sở ở Pristina từ hãng hàng không chị em Germanwings.
Vào tháng 6 năm 2021, có thông báo rằng Eurowings Europe sẽ mở rộng mạng lưới di chuyển tại châu Âu của mình với việc khai trương một trụ sở mới tại sân bay Václav Havel Praha bắt đầu từ tháng 10 năm 2021 với hai máy bay phục vụ vào mùa đông và ba máy bay phục vụ vào mùa hè. Các điểm đến sẽ bao gồm các thành phố tại châu Âu như Barcelona và Milan, và các điểm đến cho kỳ nghỉ như Balearics, Canaries và Tel Aviv.
Vào tháng 7 năm 2022, có thông báo rằng Eurowings Europe Gmbh sẽ ngừng đăng ký hoạt động tại Áo và hãng sẽ đăng ký tại Malta, và sẽ đổi tên hãng thành Eurowings Europe Ltd.

## Điểm đến
Eurowings Europe khai thác các chuyến bay khu vực trên khắp châu Âu. Tính đến năm 2022, hãng duy trì sáu trụ sở tại Vienna, Salzburg, Palma de Mallorca, Praha, Stockholm Arlanda và Pristina. Kể từ năm 2022, trụ sở tại Vienna chỉ là trụ sở của các phi công và sẽ không có máy bay nào ở đó. Vào tháng 12 năm 2022, Graz được công bố là trụ sở cho các chuyến bay mùa hè, nơi Eurowings sẽ đóng một máy bay.

## Hạm đội

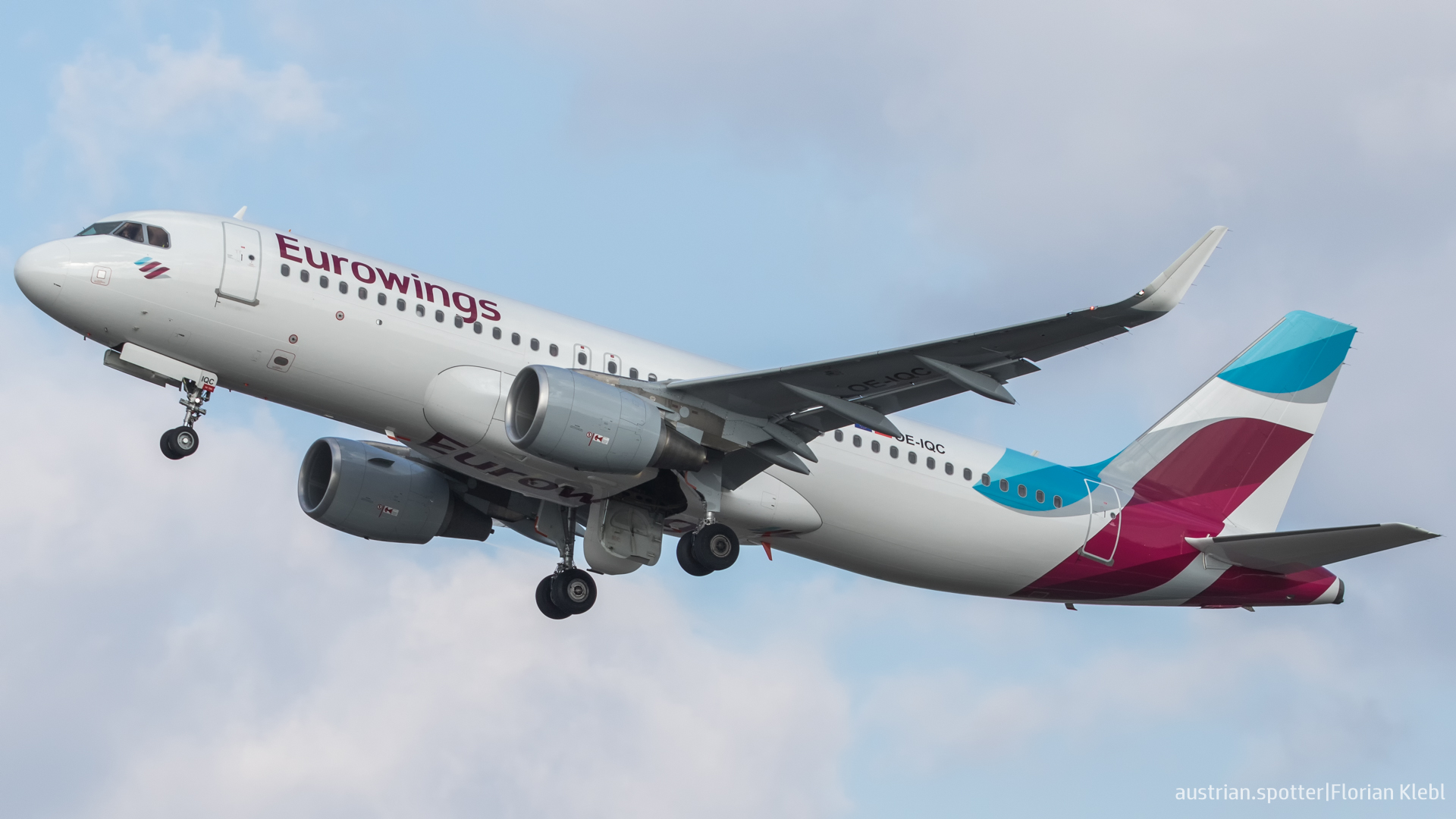
Airbus A320-200 của Eurowings Europe (OE-IQC)

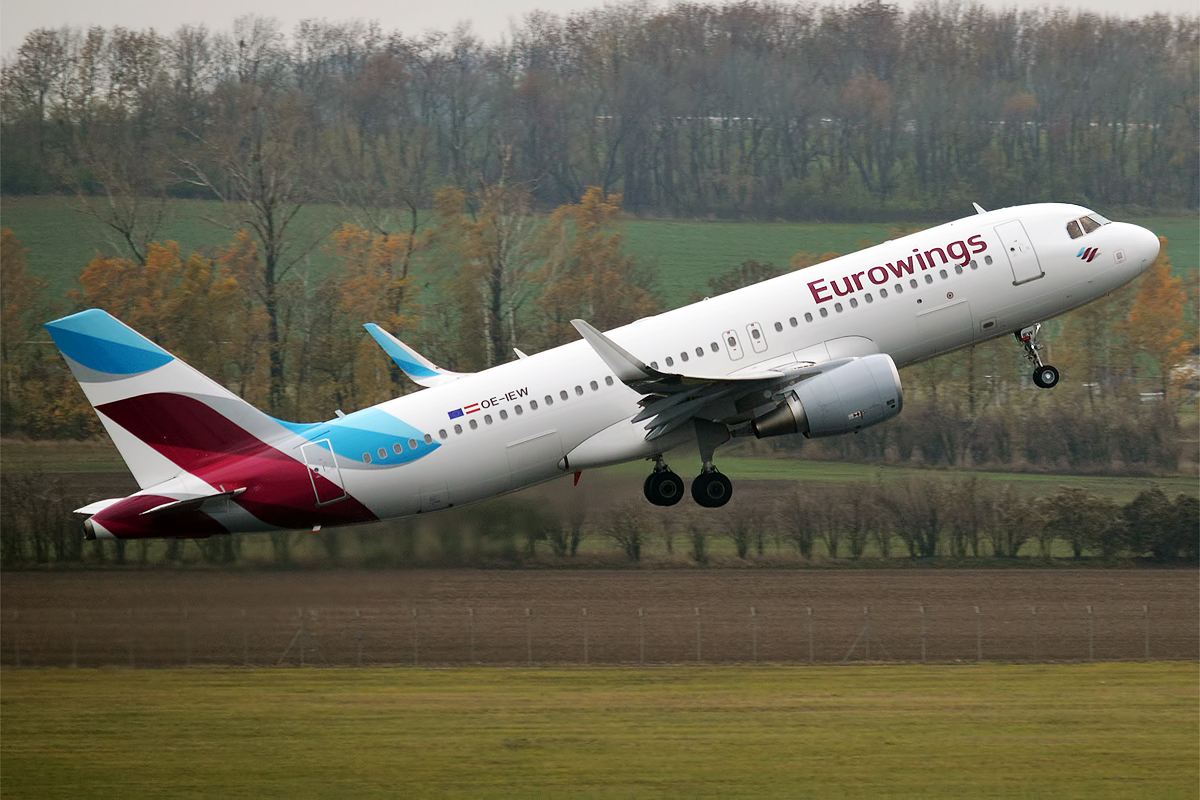
Một chiếc Airbus A320-200 khác của Eurowings Europe (OE-IEW)

Kể từ tháng 1 năm 2023, Eurowings Europe khai thác các loại máy bay sau:
| Máy bay         | Phục vụ | Đơn hàng | Hành khách | Ghi chú                 |
| --------------- | ------- | -------- | ---------- | ----------------------- |
| Airbus A319-100 | 04      | —        | 150        | Hoạt động cho Eurowings |
| Airbus A320-200 | 06      | —        | 180        | Hoạt động cho Eurowings |
| Tổng            | 10      | —        |            |                         |

| Phi cơ          | Đang phục vụ | Đơn hàng | Hành khách | Ghi chú               |
| --------------- | ------------ | -------- | ---------- | --------------------- |
| Airbus A319-100 | 02           | —        | 150        | Phục vụ cho Eurowings |
| Airbus A320-200 | 08           | —        | 174 180    | Phục vụ cho Eurowings |
| Tổng            | 10           | —        |            |                       |